# Broxa
Broxa é uma espécie de vampiro medieval. É capaz de mudar de forma, voar e prever o futuro. 
Para a mitologia judaica, broxa é uma espécie de pássaro hematófago que se alimenta do sangue de cabras durante a noite.